# خوردا
خوردا رمزها «KH» (بالإنجليزية: Khordha)‏ ، هو تقسيم إداري لدولة الهند تتبع ولاية أوريسا (بالإنجليزية: Orissa)‏ ، مركزها هو مدينة بوبانسوار (بالإنجليزية: Bhubaneswar)‏ عدد سكانها حسب تعداد سنة 2001 هو 1,874,405 ، مساحتها 2,888 كم² وكثافة السكان 649 لكل كم² .